# Мачта WTVM TV
Мачта WTVM TV — самое высокое сооружение в мире с 1962 по 1963 год. Мачта расположена в объединённом городе-графстве Куссита, Джорджия. Высота сооружения — 533 м.

## История строительства и модернизации
Первоначально башня находилась в Колумбусе (Джорджия) за зданием телестудии WRBL на 12-й авеню. Её исходная высота составляла 366 метров.
В 1963 году конструкция была перенесена в Кассету и достроена до 533 метров за счёт дополнительных 167 метров.
В сентябре 1963 года башня начала полноценную эксплуатацию.

## Технические особенности вещания
Передача телевизионного сигнала от студий WTVM и WRBL осуществлялась по радиорелейной связи, требующей прямой видимости между передающими и принимающими антеннами.
В первые годы эксплуатации возникали технические сложности, связанные с ветровыми нагрузками и обледенением антенн, что периодически требовало ручной корректировки их положения.

## Эфирная трансляция и зона покрытия
После завершения строительства WTVM (ранее WDAK-TV) сменил вещательную частоту с канала 28 на канал 9, а WRBL-TV перешёл с канала 9 на канал 4. Обновлённая инфраструктура позволила обеспечить устойчивый приём сигнала в радиусе 70-80 миль (113—129 км) без помех.

## Современное состояние и рекорды
- В 2005 году вблизи башни WTVM-WRBL (координаты: 32°19′16.4″ с. ш., 84°47′28.2″ з. д.) был возведён новый Cusseta Richland Towers Tower, превзошедший её по высоте.
- С сентября по декабрь 1963 года башня WTVM-WRBL удерживала статус самого высокого сооружения в мире, пока её не превзошла 628-метровая башня KVLY в Фарго (Северная Дакота)[1].